# Kiyoshimo (tàu khu trục Nhật)
Kiyoshimo (tiếng Nhật: 清霜) là một tàu khu trục thuộc lớp Yūgumo của Hải quân Đế quốc Nhật Bản, từng hoạt động trong Chiến tranh Thế giới thứ hai.
Kiyoshimo được đặt lườn tại xưởng đóng tàu của hãng Uraga Dock Company vào ngày 16 tháng 3 năm 1943, được hạ thủy vào ngày 29 tháng 2 năm 1944 và được đưa ra hoạt động vào ngày 15 tháng 5 năm 1944.
Ngày 26 tháng 12 năm 1944, đang khi hoạt động cùng với lực lượng bắn phá San Jose, Kiyoshimo bị đánh hỏng bởi hai quả bom ném trúng trực tiếp từ máy bay ném bom của Không lực Mỹ đang khi tiếp cận Mindoro, Philippines; rồi nó bị kết liễu bởi một quả ngư lôi phóng từ tàu tuần tra-phóng lôi PT-223 của Hải quân Mỹ ở cách 270 km (145 hải lý) về phía Nam Manila, tại tọa độ 12°20′B 121°0′Đ / 12,333°B 121°Đ), khiến 82 người thiệt mạng và 74 người khác bị thương. Tàu khu trục chị em Asashimo đã cứu vớt 169 người sống sót, bao gồm Tư lệnh Đội tàu khu trục 2, Đại tá Hải quân Shiraishi Nagayoshi, và Thuyền trưởng, Thiếu tá Kajimoto; các tàu PT boat của Mỹ vớt được thêm năm người khác.
Kiyoshimo được rút khỏi danh sách Đăng bạ Hải quân vào ngày 10 tháng 2 năm 1945.